# Norbanus aiolomorphi
Norbanus aiolomorphi is een vliesvleugelig insect uit de familie Pteromalidae. De wetenschappelijke naam is voor het eerst geldig gepubliceerd in 1993 door Yang & Wang.